# Esther Sullastres Ayuso
Esther Sullastres Ayuso   (Torroella de Montgrí, 20 de març de 1993) és una futbolista catalana. Ha actuat com a portera de la selecció de futbol de Catalunya i de la selecció de futbol d'Espanya. Actualment juga al Sevilla FC.
Amb 16 anys assumí la titularitat a la porteria de la UE L'Estartit, compartida amb Alba Montserrat. La temporada 2011-12 la UE L'Estartit va descendir a la Segona Divisió degut als problemes econòmics. Aquesta circumstància li va permetre escollir entre diversos clubs de la Primera Divisió i va acabar decantant-se pel FC Barcelona. La temporada 2012-13 va ser la més brillant de la seva carrera esportiva, ja que va fer el doblet amb el seu club, el FC Barcelona: la Lliga i la Copa de la Reina. La temporada 2013-2014 va fitxar per Transportes Alcaine de Saragossa, en el qual va jugar dues temporades, fins que va fitxar pel València Féminas CF.
El setembre del 2011, Ángel Vilda, seleccionador Sub-19, va convocar Sullastres per al mini-torneig de preparació per a l'Eurocopa del 2012 jugat a Bòsnia i Hercegovina. El seu debut va ser el 19 de setembre del 2011 davant la República de Moldàvia a Sarajevo, amb victòria per a les espanyoles (8-0). El març del 2012, Vilda convocava novament a Sullastres per participar en la ronda elit, celebrada a Sotxi (Rússia). Malgrat ésser suplent tot el campionat, va gaudir d'alguns minuts davant Rússia, partit guanyat per les espanyoles per 0-4. A la fase final de l'Eurocopa 2012 disputada a Antalya (Turquia), a semifinals derrotaren a Portugal (1-0) i caigueren a la final davant Suècia (1-0) a la pròrroga. Així, Sullastres va proclamar-se subcampiona d'Europa Sub-19 el juliol del 2012.